# Goran Vrbanc
Goran Vrbanc (Fiume, 8 ottobre 1984) è un ex cestista croato.

## Palmarès
- Campionato croato: 2

Cibona Zagabria: 2006-07, 2009-10
- Campionato ungherese: 1

Szolnoki Olaj: 2015-16
- Coppa di Croazia: 1

Cibona Zagabria: 2009